# في انتظار البرابرة (رواية)
في انتظار البرابرة (بالإنجليزية: Waiting for the Barbarians) هي رواية رمزية فلسفية للكاتب الجنوب أفريقي جون ماكسويل كوتزي (J.M. Coetzee) الحائز على جائزة نوبل جي إم كوتزي، نشرت عام 1980، عن دار نشر سيكر آند واربرغ (Secker & Warburg) في المملكة المتحدة.  تُعدّ هذه الرواية واحدة من أبرز أعمال كوتزي التي تفكك خطاب السلطة الإمبريالية وتستنطق آليات القمع والاستعمار، وهي الرواية التي كرّست مكانته كأحد أهم كتاب الأدب العالمي المعاصر، ومهّدت لاحقًا لفوزه بجائزة نوبل في الأدب عام 2003.
تدور أحداث الرواية في إمبراطورية خيالية غير مسماة، وتُروى على لسان "الضابط" الذي يعمل مسؤولًا في إحدى المدن الحدودية، ويجد نفسه ممزقًا بين ولائه للإمبراطورية ومشاعره المتزايدة بالذنب إزاء ما يُمارس من تعذيب وظلم في حق الشعوب التي تُصنف على أنها "برابرة". مع تطور السرد، تصبح الرواية تأملًا عميقًا في مفهوم الآخر، والهوية، والعدالة، والخضوع للعنف باسم النظام.

## تحليل العنوان
يحمل عنوان الرواية "في انتظار البرابرة" بعدًا رمزيًا متعدد الطبقات، حيث يُحيل على الفور إلى حالة من الترقّب الخائف لعدو خارجي لم يظهر بعد. لكنّ كوتزي لا يستخدم العنوان ليصف تهديدًا فعليًا، بل ليُعرّي الهلوسة الجماعية التي تخلقها السلطة لتبرير القمع والاستبداد. من هم البرابرة؟ هل هم حقًا خطر يهدد المجتمع، أم مجرد صورة متخيَّلة تُستخدم لتوحيد الداخل ضد عدو وهمي؟ بذلك، يغدو العنوان نفسه تشريحًا لآلية اشتغال الدولة الاستبدادية التي تصطنع "عدوًا" دائمًا لإدامة سلطتها، وتشريع العنف باسم الأمن.
اللافت أن الرواية لا تُظهر أي هجوم فعلي من قبل البرابرة، بل تحافظ على غيابهم، مما يجعل "الانتظار" هو الحدث المركزي. هذا الانتظار الخالي من الحركة يتحول إلى رمز للشلل الأخلاقي، وللرغبة في البقاء في دائرة السيطرة حتى في غياب الخطر. العنوان أيضًا يُحيل إلى قصيدة شهيرة بنفس الاسم للشاعر اليوناني كونستانتين كفافيس (Cavafy)، ما يفتح مجال التأويل نحو البعد الأدبي والاستعاري، ويُظهر أن "البرابرة" ليسوا إلا انعكاسًا للخوف الداخلي، لا واقعًا خارجيًا.

## المواضيع

### نقد الاستعمار ومفهوم السلطة الإمبراطورية
الرواية تمثل تفكيكًا لخطاب الإمبراطورية، إذ تُظهر كيف تُبنى السلطة من خلال صناعة الآخر كعدو، ثم تُمارَس الهيمنة على أساس تلك الصناعة. يقدّم كوتزي السلطة كمؤسسة تعيد إنتاج العنف بنظام ودقة، مستخدمة أدوات القانون والتحقيق والتعذيب كوسائل لترويض الاختلاف. شخصية القاضي/الراوي في الرواية تُجسّد مأزق الأخلاقي الذي يرى البشاعة لكنه عاجز عن إيقافها.

### الضمير الأخلاقي وإشكالية التواطؤ
يُطرح في الرواية سؤال أخلاقي محوري: هل يكفي أن ترى الخطأ دون أن تقاومه؟ القاضي، رغم تعاطفه مع البرابرة، يبقى خاضعًا لمنطق السلطة، ويعجز عن مقاومة النظام فعليًا. هذا يجعل الرواية تأملًا في إشكالية التواطؤ الصامت، وفي كيف يمكن للضمير الإنساني أن يُصاب بالشلل داخل منظومات القهر، حيث تصبح كل مقاومة مُحبطة أو عديمة الجدوى.

### صناعةالعدوومتخيّل “البرابرة”
البرابرة في الرواية لا يظهرون إلا في سرديات السلطة، وفي القصص التي ينسجها الموظفون العسكريون. هم كائنات متخيَّلة، يُبنى حولهم الخوف والتعبئة والكره، رغم أنهم لا يشكلون تهديدًا فعليًا. هذا المحور يكشف عن كيف تُبنى الهويات السياسية من خلال نفي الآخر، وتحميله صفات لمجرد كونه مختلفًا.

### العنفالرمزي والجسدي في خدمة الدولة
تمارس الدولة عنفًا مزدوجًا: جسديًا من خلال التعذيب والاعتقال، ورمزيًا من خلال احتكار السرد وتزييف الحقيقة. تتجلى براعة كوتزي في قدرته على تصوير آلية العنف الإداري البارد، حيث لا يكون الجلاد شريرًا بالضرورة، بل أداة في يد منظومة أوسع. الرواية بهذا المعنى تُفكك البيروقراطية السلطوية التي تُمارس الظلم بلبوس القانون والنظام.

### الرمز والأسلوب: منالواقعيةإلى المجاز السياسي
تعتمد الرواية على أسلوب رمزي كثيف، حيث تتحول المدينة إلى نموذج مصغَّر للدولة القمعية، والقاضي إلى ضمير معذَّب. الأسلوب البسيط الظاهري يخفي بنية فلسفية عميقة، حيث تتحول كل تفصيلة إلى استعارة سياسية وأخلاقية. الأسلوب غير المباشر، والتأملات الذاتية، تمنح الرواية طابعًا كافكويًا، حيث لا وجود لحلول، بل فقط استمرار للدوامة.